# Municipio de Ocampo (Durango)
El Municipio de Ocampo es uno de los 39 municipios en que se divide para su régimen interior el estado mexicano de Durango, se encuentra en el extremo noroeste de la entidad y su cabecera es Villa Ocampo.

## Geografía
Ocampo se encuentra localizado al extremo norte de Durango y tiene una amplia frontera con el estado de Chihuahua, tiene una extensión total de 3,207.70 kilómetros cuadrados que representan el 3.3% del total del estado de Durango; limita al este con el municipio de Hidalgo, al sureste con el municipio de Indé y con el municipio de El Oro y al sur con el municipio de Guanaceví y con el municipio de San Bernardo; el resto de sus fronteras corresponden al estado de Chihuahua, donde limita al oeste con el municipio de Balleza, y al norte con el municipio de Santa Bárbara, el municipio de San Francisco del Oro, el municipio de Matamoros y el municipio de Coronado.

### Orografía
Por su situación geográfica la orografía del municipio de Ocampo es variada, siendo sumamente abrupta e intricada en su sector oeste y más baja y con valles en el este; el sector oeste está formado por una amplia extensión de la Sierra Madre Occidental, en esta zona se encuentra el Cerro Barajas que con 3,300 metros sobre el nivel del mar es el segundo punto más elevado del estado de Durango, en medida que el terreno avanza hacia el este va descendiendo en mesetas que llegan a formar un amplio valle por el discurre el río Florido y que lo hace propicio para la agricultura, sin embargo es atravesado por otra serie de serranías que desde el sureste se internan el territorio municipio, proviniendo de los vecinos de El Oro e Indé, entre las que está la denominada Sierra del Molar, en esta zona se encuentra el Cerro San Javier que alcanza 2,320 metros de altitud y es el décimo más elevado de Durango.

### Hidrografía
El principal río del municipio de Ocampo es el Río Florido que nace en las alturas de la Sierra Madre Occidental en el extremo noroeste del municipio y lo recorre en sentido mayoritariamente oeste-este descendiendo desde la sierra y formando un valle en donde se concentran las mayores poblaciones del municipio como Villa Ocampo y Las Nieves, tras pasar por esta última población tuerce hacia el norte y se interna en el estado de Chihuahua, donde se une al río Conchos, que es a su vez afluente del Río Bravo, por lo que pertenece a la vertiente del Golfo de México, la gran mayoría de las corrientes menores del municipio son tributarias del río Florido, con excepción de las situadas en sus zonas más oriental y occidental, que desaguan en otras cuencas; en las inmediaciones de Villa Ocampo el río Florido es preseado en la Presa Federalismo Mexicano, conocida como Presa San Gabriel, que provee el agua para las actividades agropecuarias de la región. La mayor parte del municipio de Ocampo corresponde a la Cuenca del río Florido, con excepción de su sector más occidental que forma la Cuenca río Conchos-Presa de la Colina, ambas pertenecientes a la Región hidrológica 24 Bravo-Conchos, existen además dos pequeñas secciones del territorio que corresponden a otras cuencas y regiones hidrológicas, siendo la primera un pequeño sector en el punto más oriental del municipio que forma parte de la Cuenca Arroyo La India-Laguna Palomas de la Región hidrológica 35 Mapimí, y la segunda por tres pequeñas secciones ubicadas en extremos al sur del municipio que integran la Cuenca Presa Lázaro Cárdenas de la Región hidrológica 36 Nazas-Aguanaval.

### Clima y ecosistemas
En el municipio de Ocampo se registran tres diferentes tipos de clima, aproximadamente dos terceras partes de la zona este del territorio, que corresponen a las zonas menos elevadas tiene un clima Semiseco templado, en el extremo contrario, en las zonas elavadas del oeste el clima es Templado subhúmedo con lluvias en verano y en lo aún más elevado se registra Semifrío subhúmedo con lluvias en verano; la temperatura media anual registrada sigue un patrón muy similar, siendo en el sector oriental de 16 a 18 °C, en el sector occidental de 12 a 16 °C y en las zonas más elevadas de 10 a 12 °C; finalmente, la mayor precipitación promedio anual se encuentra en la misma zona más elevada ubicada en el suroeste, siendo de 700 a 800 mm, la rodea una zona también montañosa donde la precipitación es de 600 a 700 mm, en la zona de transición de las montañas a los valles se registran 500 a 600 mm de lluvia anual, repitiéndose este promedio en las elevaciones de la Sierra del Molar el sur del territorio y en los valles la precipitación promedio es de 400 a 500 mm.
| Mapas geográficos de Ocampo |        |
|                             |        |
| Relieve e hidrología        | Climas |

## Demografía
De acuerdo a los resultados del Conteo de Población y Vivienda de 2010 realizado por el Instituto Nacional de Estadística y Geografía, la población total del municipio de Ocampo es de 9 626 habitantes, de cuales 4 955 son hombres y 4 671 son mujeres; por tanto, el porcentaje de población masculina es del 50.7%, la tasa de crecimiento poblacional anual de 2000 a 2005 ha sido del -1.7%, el 28.5% de los habitantes son menores de 15 años, mientras que entre esa edad y los 65 años se encuentran el 60.0% de los pobladores, el 32.0% de los habitantes residen en localidades consideradas urbanas por tener más de 2,500 pobladores y el 0.8% de los pobladores mayores de cinco años de edad son hablantes de alguna lengua indígena.

### Grupos étnicos
Aunque se encuentra localizado en la zona serrana de Chihuahua y Durango donde tienen su territorio tradicional varios grupos étnicos, el municipio de Ocampo tiene una muy baja población hablante de lengua indígena, representanto únicamente el 0.8% de sus habitantes mayores de cinco años de edad, que equivalen en 2005 a un total de 65 personas; de éstas, 59 son bilingües al español, 1 es monolingüe y las 5 restante no especifican dicha condición. De los 65 hablantes indígenas registrados en Ocampo, 52 hablan idioma tarahumara, 12 no especifican cual es su lengua materna y 1 es hablante de Idioma tepehuano de Durango.

### Localidades

Principales localidades

En el censo de 2020 el municipio de Ocampo contaba con 103 localidades.
| Código INEGI      | Localidad         | Población (2020) |
| ----------------- | ----------------- | ---------------- |
| 100170025         | Villa las Nieves  | 2 765            |
| 100170001         | Villa Ocampo      | 950              |
| Otras localidades | Otras localidades | 4 288            |
| Total municipal   | Total municipal   | 8 003            |

## Infraestructura

### Vías de comunicación

Vías de comunicación

#### Carreteras
El territorio del municipio de Ocampo se encuentra atravesado por las siguientes carreteras:
- Carretera Federal 24.
- Carretera Federal 45.

La principal carretera del municipio de Ocampo es la Carretera Federal 45, también conocida como Carretera Panamericana y que en su trazo original une a la Ciudad de México con Ciudad Juárez, en la actualidad dicha vía ha perdido competitividad frente a vías cortas y de mayores carriles como la Carretera Federal 49, pero sigue siendo la vía más transitada del municipio que lo une al norte con Parral y al sur con la capital del estado, Victoria de Durango, en el municipio la carretera 45 tiene una longitud total de 55.1 kilómetros, es una carretera de un solo cuerpo y dos carriles, uno por sentido; ingresa al municipio por el norte proveniente del estado de Chihuahua y en sentido norte-sur llega hasta aproximadamente un kilómetro de Villa Ocampo, la cabecera municipal con la que la une un entronque pavimentado, en ese mismo punto tuerce hacia el sureste y se dirige a Las Nieves y luego pasa por las afueras de las poblaciones de Canutillo y Torreón de Cañas con las que se une mediante entronques similares a los de la cabecera municipal, saliendo del municipio en la misma dirección e interándose en el de Hidalgo.
La Carretera Federal 24 se encuentra localizada en el extremo noroeste del municipio y en realidad no representa una importante vía de comunicación para Ocampo por encontrarse lejana del resto de las vías terrestres del municipio, la carretera 24 es la vía proyectada para comunicar a los estados de Chihuahua y Sinaloa, aunque en la actualidad no se encuentra completa y en su sección de Chihuahua llega únicamente a la población de Guadalupe y Calvo, une pues a Parral con esta última población, sirviendo mayoritaramiente como vía de comunicación al estado de Chihuahua.
Existen además una serie de carreteras secundarias que unen el resto de las poblaciones del municipio, la principal parte de la cabecera municipal hacia el noreste, comunicando a Orestes Pereyra y otra serie de poblaciones, culminando el Carretera 24; y una segunda desde Canutillo parte hacia el sur, comunicando a El Encino de la Paz y continuando hacia Santa María del Oro.

#### Ferrocarril
Existe en Ocampo una única vía de ferrocarril que con una longitud de 20 kilómetros unía a Orestes Pereyra hacia el norte con la ciudad de Parral, esta vía tenía una ocupación fundamentalmente dedicada a la minería y cuando esta actividad concluyó, también lo hizo la operación del ferrocarril que se encuentra actualmente en desuso.

#### Aeropistas
Existe una única aeropista ubicada en la cabecera municipal que sirve a vuelos privados y cubre las necedidades del municipio.

## Política
El gobierno del municipio le corresponde al ayuntamiento, que está formado por el presidente municipal, un síndico y un cabildo integrado por siete regidores; todos son electos mediante voto universal, directo y secreto en elecciones que se celebran el primero domingo del mes de julio del año correspondiente, para un periodo de tres años no reelegibles en formar consecutiva pero si de manera alternada y entran a ejercer su cargo el día 1 de septiembre del año de la elección.

### Subdivisión administrativa
Para su administración interior y de acuerdo con la Constitución del estado de Durango, los municipios se dividen en Juntas municipales, jefaturas de cuartel y jefaturas de manzana; en Ocampo existen cinco juntas municipales en Las Nieves, Canutillo, El Encino de la Paz, Orestes Pereyra y Torreón de Cañas; existen además 21 jefaturas de cuartel y siete jefeturas de manzana en poblaciones menores.

### Representación legislativa
Para la elección de diputados federales a la Cámara de Diputados de México y de diputados locales al Congreso de Durango, el municipio de Ocampo se encuentra integrado en los siguientes distritos electorales:
Local:
- VIII Distrito Electoral Local de Durango con cabecera en Santa María del Oro.[18]

Federal:
- III Distrito Electoral Federal de Durango con cabecera en la ciudad de Guadalupe Victoria.[19]

### Presidentes municipales
- (1995-1998): Daniel O. Mendoza Muñoz
- (1998-2001): Pedro Toquero Gutiérrez
- (2001-2004): Manuel Gómez Armendáriz
- (2004-2007): Jesús Raúl Soto Arzola
- (2007-2009): Luis Carlos Ramírez López[20]
- (2009-2010): Gabriel Flores Alcantar
- (2010-2013): Lorenzo Contreras Borrego
- (2013-2016) Daniel Iván Mendoza Martínez
- (2016-2019): María del Socorro García Armendáriz
- (2019-2022): Maria del Socorro García Armendáriz